# 弗洛里蒙
弗洛里蒙（法語：Florimont，法語發音：[flɔʁimɔ̃]）是法国勃艮第-弗朗什-孔泰大区贝尔福地区省的一个市镇，属于贝尔福区。

## 地理
弗洛里蒙（47°30'39"N, 7°4'5"E）面积18.19 平方千米，位于法国勃艮第-弗朗什-孔泰大區贝尔福地区省，该省份为法国东北部内陆省份，东临上莱茵省，北起孚日省，西接上索恩省，南与杜省和瑞士接壤。
与弗洛里蒙接壤的市镇（或旧市镇、城区）包括：大沙瓦讷、博龙、沙瓦纳特、库尔塞勒、库特勒旺、代勒、法沃鲁瓦、叙阿尔斯、韦莱斯科。

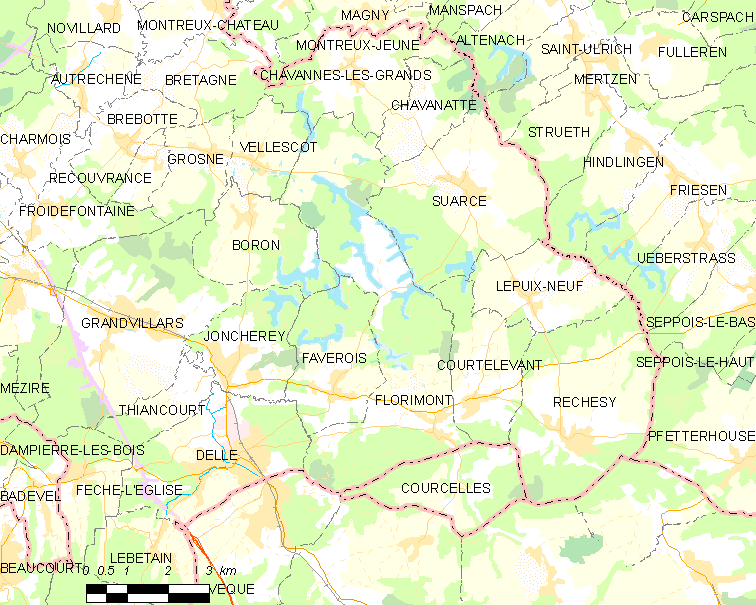
弗洛里蒙的OSM定位图

弗洛里蒙的时区为UTC+01:00、UTC+02:00（夏令时）。

## 行政
弗洛里蒙的邮政编码为90100，INSEE市镇编码为90046。

## 政治
弗洛里蒙所属的省级选区为代勒县。

## 人口

1962-2008年间弗洛里蒙人口变化图示

弗洛里蒙于2022年1月1日时的人口数量为465人。